# Campionats del món de ciclisme de muntanya de 2017
Els Campionats del món de ciclisme de muntanya de 2017 van ser la 28a edició dels Campionats del món de ciclisme de muntanya organitzats per la Unió Ciclista Internacional. Les proves tingueren lloc del 5 a l'11 de setembre de 2017 a Cairns (Queensland) a Austràlia.
A diferència d'edicions anteriors, les proves de Trial i Camp a Través per eliminació es van separar, creant els Campionats del món de ciclisme urbà.

## Resultats

### Camp a través
| Proves         | Or                                                                              | Plata | Bronze                                                                                               |
| Masculí        | Nino Schurter (SUI)                                                             | Jaroslav Kulhavy (CZE)                                                                                             | Thomas Litscher (SUI)                                                                                |
| Femení         | Jolanda Neff (SUI)                                                              | Annie Last (GBR)                                                                                                   | Pauline Ferrand-Prévot (FRA)                                                                         |
| Masculí sub-23 | Samuel Gaze (NZL)                                                               | Alan Hatherly (RSA)                                                                                                | Maximilian Brandl (GER)                                                                              |
| Femení sub-23  | Sina Frei (SUI)                                                                 | Kate Courtney (USA)                                                                                                | Alessandra Keller (SUI)                                                                              |
| Masculí júnior | Cameron Wright (AUS)                                                            | Joel Roth (SUI) | Holden Jones (CAN)                                                                                   |
| Femení júnior  | Laura Stigger (AUT)                                                             | Loana Lecomte (FRA)                                                                                                | Nadia Grod (SUI)                                                                                     |
| Relleus Mixt   | Suïssa · Filippo Colombo · Joel Roth · Sina Frei · Jolanda Neff · Nino Schurter | Dinamarca · Sebastian Fini Carstensen · Alexander Young Andersen · Annika Langvad · Malene Degn · Simon Andreassen | França · Jordan Sarrou · Mathis Azzaro · Pauline Ferrand-Prévot · Léna Gérault · Neilo Perrin Ganier |

### Descens
| Proves         | Or                    | Plata                | Bronze                |
| Masculí        | Loïc Bruni (FRA)      | Michael Hannah (AUS) | Aaron Gwin (USA)      |
| Femení         | Miranda Miller (CAN)  | Myriam Nicole (FRA)  | Tracey Hannah (AUS)   |
| Masculí júnior | Matt Walker (GBR)     | Joe Breeden (GBR)    | Max Hartenstern (GER) |
| Femení júnior  | Mélanie Chappaz (FRA) | Shania Rawson (NZL)  | Flora Lesoin (FRA)    |

## Medaller
| Pos.  | País         | Or | Plata | Bronze | Total |
| 1     | Suïssa       | 4  | 1     | 3      | 8     |
| 2     | França       | 2  | 2     | 3      | 7     |
| 3     | Austràlia    | 1  | 1     | 1      | 3     |
| 4     | Regne Unit   | 1  | 2     | 0      | 3     |
| 5     | Nova Zelanda | 1  | 1     | 0      | 2     |
| 6     | Canadà       | 1  | 0     | 1      | 2     |
| 7     | Àustria      | 1  | 0     | 0      | 1     |
| 8     | Estats Units | 0  | 1     | 1      | 2     |
| 9     | Sud-àfrica   | 0  | 1     | 0      | 1     |
| 9     | Dinamarca    | 0  | 1     | 0      | 1     |
| 9     | Txèquia      | 0  | 1     | 0      | 1     |
| 12    | Alemanya     | 0  | 0     | 2      | 2     |
| Total | Total        | 11 | 11    | 11     | 33    |